# Декларація ООН про сексуальну орієнтацію і гендерну приналежність

Синім кольором позначені країни, які підписали декларацію, червоним — ті, що підписали альтернативну заяву

Декларація Організації Об'єднаних Націй з питань сексуальної орієнтації та гендерної ідентичності — постанова, ініційована Францією за підтримки Європейського союзу та представлена Генеральній Асамблеї ООН 18 грудня 2008 року. Заява спочатку планувалась як резолюція на противагу антигомосексуальній заяві, висунутій країнами-учасницями Організації Ісламського співробітництва.
Декларація засуджує насильство, утиски, дискримінацію, ізоляцію, стигматизацію та упередження за ознакою сексуальної орієнтації та гендерної ідентичності. Вона також засуджує вбивства та смертні кари, тортури, довільні арешти, позбавлення економічних, соціальних та культурних прав на цьому ґрунті.
Декларація оцінюється як досягнення прав людини, руйнування табу на обговорення теми ЛГБТ-прав в ООН.
У доповіді від грудня 2011 задокументовано порушення прав ЛГБТ, в тому числі злочини на ґрунті ненависті, криміналізацію гомосексуальності і дискримінацію. Верховний комісар Наві Піллей закликав до дотримання згоди, зокрема, прийняття всеосяжних законів проти дискримінації за ознакою сексуальної орієнтації, швидке розслідування та облік злочинів на ґрунті ненависті, скасування законів, що дискримінують сексуальні меншини та інші заходи для забезпечення захисту прав ЛГБТ. Текст доповіді Ради ООН з прав людини датується 17 листопада 2011  року.
В липні 2014 було оголошено, що ООН, як роботодавець, поширюватиме пільги для своїх співробітників, які вступили в одностатеві союзи в країнах, де вони є законними.

## Ситуація на момент ініціювання Декларації
Станом на грудень 2008 р. гомосексуальні відносини у 76 країнах світу переслідувалися законом, а у восьми з них за одностатеві відносини існувала смертна кара, у дев'яти — довічне позбавлення волі. У своєму рішенні 1994 року у справі Тунен проти Австралії, Комітет з прав людини ООН, який відповідає за міжнародний пакт про громадянські та політичні права, ухвалив, що такі закони є порушенням прав людини.
2006 року зусиллями Луїса Джорджа Тіна, засновника Міжнародного дня проти гомофобії була зроблена всесвітня кампанія з метою покласти кінець криміналізації гомосексуальних відносин з Джок'якартськими принципами. ця кампанія була підтримана десятками міжнародних громадських діячів, включаючи лауреатів Нобелівської премії, вчених, священнослужителів та знаменитостей.
2008 року 34 країни-учасниці Організації Американських Держав одноголосно прийняли декларацію, підтвердивши, що захист прав людини поширюється і на права сексуальних меншин.
Після зустрічі Луїса Джорджа Тіна з французьким міністром з прав людини та закордонних справах Рамою Йад на початку 2008 року, Йад оголосила, що вона звернеться в ООН з розглядом питання загальної декриміналізації гомосексуальності. Декларація швидко була піднята на обговорення всесвітнього масштабу.
Ініційована Францією, яка головувала в Європейському союзі, та Нідерландами, декларація задумувалась радше як резолюція, але було прийнято рішення про визначення її саме як декларації, оскільки не було знайдено достатньо широкої підтримки для офіційної резолюції. Декларацію було зачитано послом Аргентини в ООН Джорджем Аргуелло 18 грудня 2008 р. Вона стала першою декларацією, що стосується прав ЛГБТ, яку обговорювали на Генеральній Асамблеї.

## Підтримка
Озвучуючи позицію Франції, Йад запитала: «Як ми можемо змиритися з тим фактом, що людей побивають камінням, вішають і обезголовлюють лише за нетрадиційну сексуальну орієнтацію?»
Британський активіст Пітер Тетчелл сказав: «Це історична подія… Розгляд цієї постанови є результатом колективних глобальних зусиль багатьох ЛГБТ та правозахисних організацій. Наша співпраця, єдність та солідарність завоювали нам цей успіх».

### Країни, що підписали Декларацію
96 з 192 країн-членів ООН підписали декларацію, включаючи Україну, всіх членів Європейського союзу, США і всі великі Західні нації. Підтримали декларацію країни перераховані нижче.
| Африка - Габон - Гвінея-Бісау - Кабо-Верде - Маврикій - Руанда - Сан-Томе і Принсіпі - Сейшельські Острови - Сьєрра-Леоне - ПАР - Центральноафриканська Республіка Америка - Аргентина - Болівія - Бразилія - Венесуела - Гватемала - Гондурас - Домініка - Домініканська Республіка - Канада - Колумбія (ініціатор) - Коста-Рика - Куба | - Мексика - Нікарагуа - Панама - Парагвай - Перу - Сальвадор - США (ініціатор) - Уругвай - Чилі - Еквадор Азія - Східний Тимор - Ізраїль - Монголія - Непал - Таїланд - Південна Корея - Японія Європа - Албанія - Андорра - Австрія - Вірменія - Бельгія | - Боснія і Герцеговина - Болгарія - Велика Британія - Угорщина - Німеччина - Греція - Грузія - Данія - Ірландія - Ісландія - Іспанія - Італія - Кіпр - Латвія - Ліхтенштейн - Литва - Люксембург - Північна Македонія - Мальта - Молдова - Монако - Нідерланди (ініціатор) - Норвегія - Польща - Португалія | - Румунія - Сан-Марино - Сербія - Словаччина - Словенія (ініціатор) - Україна - Фінляндія - Франція (ініціатор) - Хорватія - Чорногорія - Чехія - Швеція - Швейцарія - Естонія Океанія - Австралія - Вануату - Маршаллові Острови - Науру - Нова Зеландія - Палау - Самоа - Тувалу - Федеративні Штати Мікронезії - Фіджі |

### Альтернативна заява
57 країн-членів Організації Ісламського співробітництва та деякі інші підписали альтернативну заяву, в якій формально виступили проти дискримінації, але водночас зауважили, що під універсальними правами людини не мається на увазі «спроба зосередити увагу на правах окремих осіб».
Кілька ораторів звернули увагу Організації Ісламського співробітництва на те, що в багатьох країнах закони проти гомосексуальності беруть початок ще від британського колоніального минулого як від релігії або традиції.
Росія та Китай не підписали цю декларацію, але і не підписали альтернативну заяву, за яку виступили члени Організації Ісламського співробітництва.

## Текст декларації
Ми маємо честь виступити з цією заявою з питань прав людини, сексуальної орієнтації та гендерної ідентичності від імені […]
1. Ми підтверджуємо принцип універсальності прав людини, закріплених у Загальній декларації прав людини, 60-річчя якої відзначається цього року, стаття 1 якої говорить, що «всі люди народжуються вільними та рівними у своїй гідності та правах»;
2. Ми підтверджуємо, що кожна людина має право на здійснення прав людини без будь-якого розрізнення, як то щодо раси, кольору шкіри, статі, мови, релігії, політичних чи інших переконань, національного чи соціального походження, майнового, станового або іншого становища, як викладено в статті 2 Загальної декларації прав людини та статті 2 Міжнародного пакту про громадянські та політичні, економічні, соціальні та культурні права, а також у статті 26 Міжнародного пакту про громадянські та політичні права;
3. Ми підтверджуємо принцип недискримінації, відповідно до якого права людини однаково стосуються кожної людини, незалежно від сексуальної орієнтації або гендерної ідентичності;
4. Ми глибоко стурбовані порушеннями прав людини та основних свобод за ознакою сексуальної орієнтації або гендерної ідентичності;
5. Ми також стурбовані тим, що насильство, домагання, дискримінація, відчуження, стигматизація та упередження спрямовані проти осіб у всіх країнах світу через сексуальну орієнтацію або гендерну ідентичність, і що такі види практик підривають цілісність та гідність тих, хто піддається цим нападкам;
6. Ми засуджуємо порушення прав людини, засновані на сексуальній орієнтації або гендерній ідентичності, де б вони не відбувалися, зокрема, застосування смертної кари на цій підставі, позасудових, сумарних або довільних стратах, практики застосування тортур та іншого жорстокого, нелюдського та принижуючого гідність поводження чи покарання, довільного арешту або тримання під вартою та позбавлення економічних, соціальних та культурних прав, включаючи право на охорону здоров'я;
7. Ми нагадуємо про заяву від 2006 року, зроблену в Раді з прав людини від п'ятдесяти чотирьох країн з проханням до Голови Ради забезпечити можливість обговорення цих порушень на відповідній майбутній сесії Ради;
8. Ми віддаємо належне тій увазі, що приділяється цих питань в рамках спеціальних процедур Ради з прав людини та договірними органами, і закликаємо їх до продовження зусиль щодо забезпечення розгляду порушень прав людини, заснованих на сексуальній орієнтації або гендерній ідентичності в рамках їх відповідних мандатів;
9. Ми вітаємо прийняття резолюції AG/RES. 2435 (XXXVIII-O/08) з теми «Права людини, сексуальної орієнтації та гендерної ідентичності» з боку Генеральної асамблеї Організації американських держав під час 38 сесії 3 червня 2008;
10. Ми закликаємо всі держави та відповідні міжнародні механізми з прав людини взяти на себе зобов'язання заохочувати та захищати права людини всіх людей, незалежно від сексуальної орієнтації та гендерної ідентичності;
11. Ми настійно закликаємо держави вжити всіх необхідних заходів, зокрема, законодавчих або адміністративних, щоб сексуальна орієнтація або гендерна ідентичність ні за яких обставин не могли бути основою для кримінального покарання, зокрема, для страт, арештів чи затримання.
12. Ми настійно закликаємо держави забезпечити, аби порушення прав людини, засновані на сексуальній орієнтації або гендерній ідентичності, були розслідувані та винні притягнуті до відповідальності і віддані суду;
13. Ми настійно закликаємо держави забезпечити належний захист правозахисників, а також усунути перешкоди, які заважають їм виконувати їхню роботу з питань прав людини та сексуальної орієнтації і гендерної ідентичності.

— Лист постійних представників Аргентини, Бразилії, Габону, Нідерландів, Норвегії, Франції, Хорватії та Японії від 18 грудня 2008 року на ім'я Голови Генеральної Асамблеї

## Пільги для співробітників ООН
В липні 2014 було оголошено, що ООН, як роботодавець, поширюватиме пільги для своїх співробітників, які вступили в одностатеві союзи в країнах, де вони є законними. Згідно новій політиці, співробітники, які вступили в шлюб або одностатеве партнерство в країнах, де вони є законними, отримуватимуть ті ж пільги та визнання, як ті, що знаходяться в гетеросексуальних шлюбах, незалежно від того, чи є законними одностатеві шлюби в країнах їхнього громадянства.
Генеральний секретар ООН Пан Ґі Мун підтримав рух в напрямку більшої поваги прав ЛГБТ в останні роки. Він заявив: «Права людини лежать в основі місії Організації Об'єднаних Націй. Я пишаюся спостерігаючи більшу рівність для всіх співробітників, і я закликаю всіх членів нашої родини ООН об'єднатися у відкиданні гомофобії як дискримінації, яка ніколи не може бути терпимою на нашому робочому місці».